# Valerij Aruťunov
Valerij Grigorjevič Aruťunov nebo arménsky Valeri Arutjunjan (* 20. března 1949) je bývalý sovětský a arménský zápasník – klasik.

## Sportovní kariéra
Připravoval se v Jerevanu v policejním vrcholovém sportovním centru Dinamo pod vedením Borise Agadžanjana. V sovětské mužské reprezentaci se prosazoval od roku 1973 ve váze do 52 kg. V roce 1976 prohrál nominaci na olympijské hry v Montréalu s Vitalijem Konstantinovem.

## Výsledky
| Turnaj             | 1973 | 1974 | 1975 | 1976 |
| Turnaj             | 24   | 25   | 26   | 27   |
| Turnaj             | -52  | -52  | -52  | -52  |
| ------------------ | ---- | ---- | ---- | ---- |
| Olympijské hry     |      |      |      | —    |
| Mistrovství světa  | —    | 2.   | —    |      |
| Mistrovství Evropy | 3.   | 2.   | 2.   | —    |